# 緋ノ月
『緋ノ月』（ひのつき）は、ALI PROJECTの33枚目のシングル。2021年10月20日にLantisから発売された。

## 収録曲
1. 緋ノ月
  - イントロにフレデリック・ショパンの『夜想曲第15番』の冒頭部が引用されている。
  - 『北京LOVERS』と楽曲の構成が類似している。
  - また、テレビアニメ『月とライカと吸血姫』のオープニングテーマに起用された楽曲。
2. ノスフェラトゥ
3. 緋ノ月(inst)
4. ノスフェラトゥ(inst)